# 1,4-Нафтохінон
1,4-Нафтохінон (пара-нафтохінон) — органічна сполука з класу хінонів. Похідне нафталену, де атоми H у положеннях 1 та 4 заміщені на кисень, а структура того ядра не ароматична, а хіноїдна.

## Фізичні властивості
Має вигляд жовтих голок та запах 1,4-бензохінону. При нагріванні сублімується. Дуже погано розчинний у воді, розчиняється в спиртах та вуглеводнях при нагріванні.

## Хімічні властивості
Сильний окисник. При відновленні дає 1,4-дигідроксинафтален. При взаємодії з останнім утворюється хінгідрон, зелені кристали.
Як і інші хінони, є дієнофілом. При взаємодії з бутадієном утворюється тетрагідроантрахінон. Ця реакція може бути здійснена за 45 днів при кімнатній температурі з виходом 98 % чи при -50 °C в присутності терахлориду олова та дихлорметану за півтори години з виходом 45 %:

## Отримання
Отримують нафтохінон окисненням нафталену. Найважливіший метод — окиснення в газовій фазі, коли окисник — кисень повітря, в присутності оксиду ванадію(V) як каталізатору при температурі 250–450 °C під тиском 0,1–1 МПа. Також застосовують окиснення в рідкій фазі. В останньому випадку окисниками можуть бути хромова кислота (та її ангідрид), діоксид свинцю та інші.
Процес окиснення нафталену в рідкій фазі хромовим ангідридом наступний: спочатку в охолоджену колбу додається розчин триоксиду хрому в 80 % оцтовій кислоті. Далі поступово додають розчин нафталену в 100 % оцтовій кислоті. Потім розчину дають постояти 3 дні, час від часу перемішуючи. При додаванні води нафтахінон випадає в осад.